# Perzijski leopard
Perzijski leopard (lat. Panthera pardus ciscaucasica/saxicolor) je podvrsta leoparda u Jugozapadnoj Aziji.

## Ugroženost
Ova vrsta smatra se ugroženom.

## Rasprostranjenje
Područja na kojima obitava perzijski leopard su: Kavkaz, Turska, Iran, Turkmenistan i Afganistan.

## Populacija
Populacija ove vrste se smanjuje, sudeći po raspoloživim podacima. Prema procjeni iz 2008. u svijetu je bilo između 871 i 1290 odraslih jedinki od čega:
- 550 − 850 u Iranu
- 200 − 300 u Afganistanu
- 78 − 90 u Turkmenistanu
- 10 − 13 u Armeniji
- 10 − 13 u Azerbajdžanu
- do 10 na ruskom Kavkazu
- do 5 u Turskoj
- do 5 u Gruziji
- 3 − 4 u Gorskom Karabahu.